# Villersexel
Villersexel település Franciaországban, Haute-Saône megyében. Lakosainak száma 1425 fő (2022. január 1.). Villersexel Aillevans, Autrey-le-Vay, Les Magny, Moimay, Oppenans, Saint-Sulpice és Villers-la-Ville községekkel határos.

## Népesség
A település népessége az elmúlt években az alábbi módon változott:
| Lakosok száma | 1455 | 1445 | 1551 | 1441 | 1428 | 1423 | 1409 | 1419 | 1425 |
|               | 2013 | 2015 | 2016 | 2017 | 2018 | 2019 | 2020 | 2021 | 2022 |